# یگان برکوت

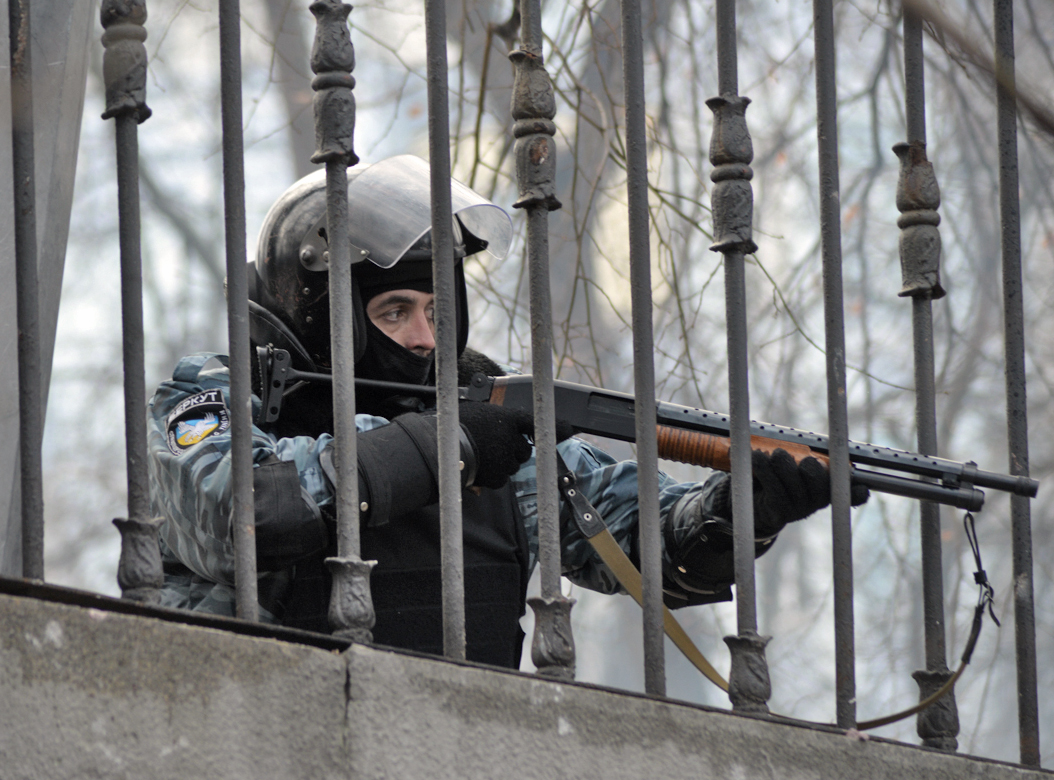
یکی از افسران عضو یگان برگوت، آماده تیراندازی با سلاح شات‌گان به سوی معترضان در میدان استقلال کی‌یف. - فوریه ۲۰۱۴ میلادی.

یگان برکوت (به اوکراینی: Бе́ркут) نام نیروهای ویژه پلیس اوکراین بود که تحت‌نظر مستقیم وزارت کشور اوکراین فعالیت می‌کرد.
در پی سرنگون‌شدن دولت ویکتور یانوکویچ که از یگان برکوت برای «سرکوب تظاهرات» استفاده می‌کرد، قائم‌مقام وزارت کشور طی فرمان شماره ۱۴۴ مورخه ۲۵ فوریه ۲۰۱۴ میلادی، فرمان «انحلال یگان‌های ویژه نیروی انتظامی امنیت اجتماعی برکوت» را صادر کرد.این یگان اکنون تحت حمایت نیروهای طرفدار روسیه است

## نام‌واژه
«برکوت» در زبان روسی و زبان اوکراینی به معنای «عقاب طلایی» است.